# Певица на всю голову
«Певица на всю голову» (англ. Falling for Figaro) — комедия режиссёра Бена Луина. В главных ролях Даниэль Макдональд, Джоанна Ламли и Хью Скиннер.
Фильм вышел в США 30 сентября 2021 года, релиз в России состоялся в июле 2022 года.

## Сюжет
Милли блестяще управляет фондами, но мечтает петь в опере. Однажды она бросает работу, своего парня и едет в Шотландию, чтобы осуществить эту мечту. Цель Милли — стать ученицей Меган Джеффри-Бишоп, бывшей оперной дивы, проживающей в шотландском захолустье..

## В ролях
- Даниэль Макдональд — Милли Кантвелл
- Джоанна Ламли — Меган Джоффри-Бишоп
- Шазад Латиф — Чарли
- Хью Скиннер — Макс Тистлуэйт
- Гэри Льюис — Рэмзи Макфэдьен

## Дата выхода фильма в прокат
В России права на показ фильма «Певица на всю голову» приобрела кинопрокатная компания «Пионер». Дата выхода фильма в России — 28 июля 2022 года.

## Критика
Фильм получил положительные отзывы кинокритиков и зрителей. На сайте Rotten Tomatoes комедия получила оценку 68 % на основе 22 рецензий критиков и 73% в рейтинге кинозрителей.
Роксана Хадади из RogerEbert.com отмечает: «Актёрская игра делает «Певицу на всю голову» особенно увлекательным, даже тогда, когда сюжетные повороты предсказуемы».